# Parque municipal Borchex

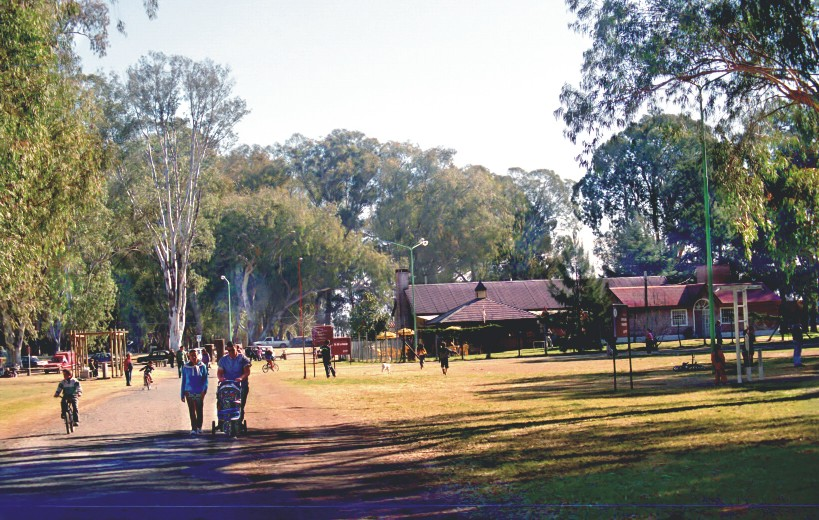
Pista de la Salud, en la zona central del Parque.

El Parque Municipal "Intendente Borchex" es un espacio verde público de 50 hectáreas, ubicado a 1000 metros del centro de la ciudad de Junín, Argentina.

## Características
Ocupa una franja de 2.000 metros de largo, entre el Río Salado y la Avenida de Circunvalación Eva Perón, en gran parte ocupada por un monte de eucaliptus de la década del 30.
Recientemente fue modernizado incorporando un lago artificial, baños, restaurante, bar, vestuarios, iluminación artificial y una amplia zona de juegos infantiles.
Las obras del Plan Hídrico de la Cuenca del Salado, realizadas entre 2005 y 2007, cambiaron la imagen del parque. El río fue rectificado y ensanchado, por lo que se demolieron todos los puentes y se construyeron nuevos. Además, la nueva traza del canal le aportó varias hectáreas más al parque.
Cuenta con una Pista de la Salud con un circuito largo de 1.500 metros y otro corto de 400, ambos con una base flexible ideal para el aerobismo, y con mojones indicando la distancia. En el sector cercano a los baños y vestuarios hay seis estaciones para ejercicios físicos, cada una con carteles indicadores y los elementos necesarios. El recorrido pasa por diferentes zonas; una parte junto al río, otra en medio de los eucaliptos, otra por sectores abiertos.

## Áreas

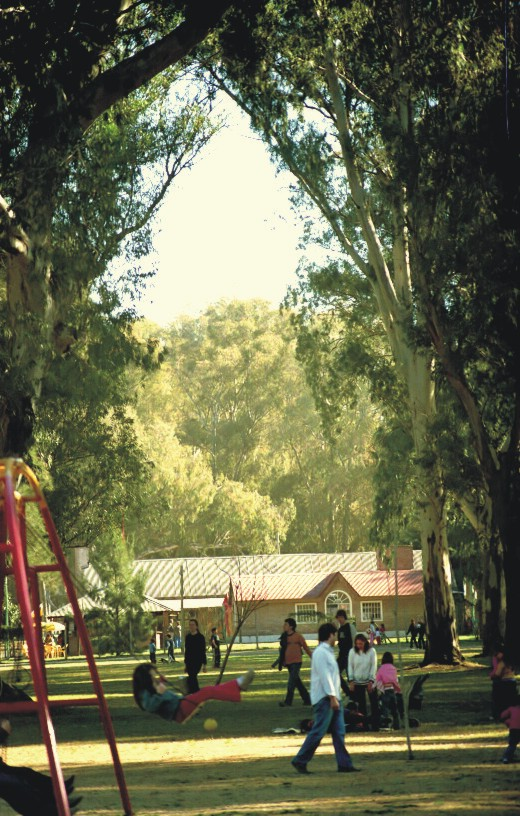
Zona central del Parque.

El parque comprende tres áreas bien diferenciadas, de este a oeste.
El sector Oeste es el más pequeño, yendo desde la Avenida Padre Respuela hasta la calle Álvarez Rodríguez. Posee una cancha de fútbol y una calle para vehículos que se abre paso entre los eucaliptos. Una bicisenda y sendero aeróbico recorre toda su longitud, conectándose con la Pista de la Salud del sector Central y prolongándose 800 metros fuera del parque, hasta el Complejo Deportivo Municipal General San Martín.
El sector Central va desde Álvarez Rodríguez hasta Garibaldi, y es el que posee la mayor infraestructura. Aquí se encuentra la Pista de la Salud, el lago artificial, la zona de juegos infantiles y el sector de servicios con baños, vestuarios, bar y restaurante. También cuenta con dos canchas de fútbol e instalaciones para la práctica del tejo.
El sector Este va desde Garibaldi hasta Posadas, y con sus 20 hectáreas es el más extenso. Prácticamente toda su superficie es un monte de eucaliptus, sin ningún tipo de infraestructura. Sólo posee un camino para vehículos que bordea el Río Salado.